# Коновалова Світлана Ігорівна
Світлана Ігорівна Коновалова ( • 10 лютого 1990 а в селищі міського типу Шилово  Рязанської області ) — російська  біатлоністка  і  лижниця, чемпіонка  Паралімпійських ігор 2014 року в  Сочі  в змішаній естафеті з  лижних гонок  і на  біатлонної  дистанції  12,5 км сидячи . Всього на домашніх Іграх завоювала 5 нагород: дві золоті, дві срібні і одну бронзову. Бронзовий призер чемпіонату світу 2013 в  шведському Соллефтео в біатлонній гонці на 10 км. Двічі вигравала Кубок світу  IPC з біатлону (2011/2012 [Архівовано 25 березня 2014 у Wayback Machine.], 2013/2014 [Архівовано 25 березня 2014 у Wayback Machine.])
Майстер спорту Росії міжнародного класу.

## Нагороди
- Орден «За заслуги перед Вітчизною» IV ступеня (17 березня 2014 а) — за великий внесок у розвиток фізичної культури і спорту, високі спортивні досягнення на XI Паралімпійських зимових іграх 2014 року в місті Сочі[3]

## Результати на Кубку світу

### Біатлон
Сезон 2011/2012: 1-е місце (545 очок), 8 гонок, 5 подіумів
Сезон 2012/2013 [Архівовано 25 березня 2014 у Wayback Machine.]: 4-е місце (481 очок), 5 гонок, 2 подіуми
Сезон 2013/2014 [Архівовано 25 березня 2014 у Wayback Machine.]: 1-е місце (635 очок), 8 гонок, 6 подіумів

### Лыжні гонки
Сезон 2011/2012 [Архівовано 25 березня 2014 у Wayback Machine.]: 3-є місце (473 очка), 10 гонок, 2 подіуми
Сезон 2012/2013 [Архівовано 25 березня 2014 у Wayback Machine.]: 8-е місце (279 очок), 4 гонки, 1 подіум
Сезон 2013/2014 [Архівовано 4 січня 2015 у Wayback Machine.]: 4-е місце (389 очок), 8 гонок, 3 подіуми

## Сім'я
Після народження з важкою травмою хребта Світлану залишили в дитячому будинку. Коли їй виповнилося 23 роки, Світлана випадково дізналася, що у неї є сестра Євгенія, і вони зустрілися. Євгенія Куликова була волонтером Паралімпіади в Сочі.